# 唐品昌
唐品昌（英語：Danny Tong Ban Cheong，1960年1月7日—）曾是香港在1980年代至1990年代的亞洲電視前男藝員，亞洲電視藝員訓練班畢業后而出道，最為人認識的是在兒童節目《500飛虎隊》曾擔任主持。

## 簡歷
唐品昌於1980年代末後期開始曾是第2期亞洲電視藝員訓練班的學員，1984年已在亞洲電視藝訓班畢業後正式簽約成為合約藝人。同期同學計有尹天照、駱達華、吳廷燁、宗揚以及高先明等人。1990年代初期，唐品昌移居加拿大；現時，唐氏擔任加國華語廣播電台華僑之聲藝員及主持人之一。

## 演出列表

### 電視劇
- 《龍泉奇俠》（1994年）飾 蒙拾勇
- 《衝出校園》（1993年）
- 《觸電情緣》（1991年）
- 《父女三分親》（1990年）
- 《仙鶴神針》（1989年）飾 馬君武
- 《生娘不及養娘大》（1989年）飾 黃光晞
- 《歷代奇女子》（1988年）飾
- 《滿清十三皇朝之順治》（1987年）飾 茆溪森
- 《文學電視》：雷雨（1987年）飾 周沖
- 《白髮魔女傳》（1986年） 飾 王照希
- 《清末四大奇案》：太原奇案（1986年） 飾 曹文璜
- 《通靈》（1986年）飾 李家祥
- 《十兄弟》（1985年） 飾 千里眼
- 《萍蹤俠影錄》（1985年） 飾 明英宗
- 《諸葛亮》（1985年）飾 曹丕
- 《八仙過海》（1985年） 飾  韩湘子
- 《武則天》（1984年） 飾 李承乾男寵稱心
- 《琴劍恩仇》（1984年）飾 真金

### 綜藝節目
- 《吳耀漢攪攪震》（1989年）

### 電影
- 《緣份遊戲》（1989年）

## 歌曲
- 《怪俠卡仔》（ATV動畫粵語片頭曲）
- 《Touch》（ATV動畫粵語片頭曲，與梁翠恩合唱）

## 外部連結
- 唐品昌在香港影庫上的簡介
- Mainstream Broadcasting Corporation CHMB AM1320 匯聲廣播華僑之聲Facebook專頁 （页面存档备份，存于）